# 羊贝岭
羊贝岭是位于中国广东省广州市从化区江埔街道的一个自然村。属禾仓村管辖。清咸丰年间建村，1963年在原地重建。因村附近有一山似羊背，村因山形而得名羊贝岭。2015年时，户籍人口145人。